# Antoś Szprycha
 (mai 2024).
Antoś Szprycha est un groupe polonais de disco polo, actif entre 1997 et 2016.

## Histoire
Le groupe est formé à l'initiative de Marek Górski (Antoś Szprycha) et Justyna Adamczak (Ziuta Szprychowa), qui avaient déjà joué ensemble dans les groupes Grupa Karo et Melody, bientôt rejoints par Mieczysław Góra (Szwagier Mietas). Le groupe fait ses débuts en 1997 à forêt de l'Opéra de Sopot (Sopockiej Operze Leśnej), en présentant les chansons Wspomnienie po kaszanie et Bojowa teściowa. En 1998, le groupe donne des concerts au Canada à l'invitation de la communauté polonaise de ce pays. Le groupe est associé au label FFH STD et compte plus d'une douzaine de disques à son actif,, dont un disque de platine. La production d'Antoś Szprycha comprend également de nombreuses chansons à succès, dont Wspomnienie po kaszanie, Obiecanki Cacanki et Nasza Straż Pożarna, qui ont atteint le sommet des classements de l'industrie, y compris dans l'émission télévisée Disco Relax. Justyna Adamczak écrit les paroles du groupe, tandis que Marek Górski est le compositeur et l'arrangeur des chansons.
Le 25 avril 2016, le cofondateur, leader, chanteur et compositeur du groupe Marek Górski est décède, ce qui met fin au groupe,,,.

## Discographie
- 1997 : Antoś i dziewczynki
- 1997 : Wspomnienie po kaszanie
- 1998 : Obiecanki cacanki
- 1998 : Z kosą do Europy
- 1998 : Obiecanki, cacanki
- 1999 : Z kosą do Europy
- 1999 : The best of Antoś Szprycha
- 2000 : Antoś i Ziuta Szprychowie Piosenki o najpiękniejszych bajkach świata
- 2000 : Kolorowe pocztówki
- 2001 : Adasiowi - wydanie specjalne
- 2001 : Wyborcza kiełbasa